# Teodorów (gmina Koniecpol)
Teodorów – wieś w Polsce, położona w województwie śląskim, w powiecie częstochowskim, w gminie Koniecpol.
W latach 1975–1998 miejscowość należała administracyjnie do województwa częstochowskiego.